# Antiquark
Antiquark são as antipartículas dos quarks. Como cada quark tem o seu próprio antiquark, logo existem seis antiquarks que são:
- antiquark up
- antiquark down
- antiquark charm, descoberto em 1974 sobre a forma de um méson J/Psi por dois centros de pesquisa independentes.[1].[2]

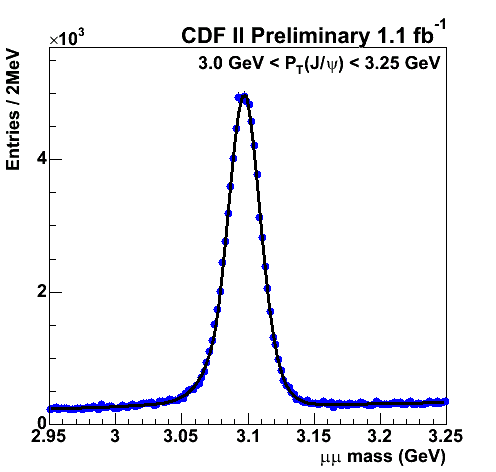
Produção de J/Ψ no Fermilab.

- antiquark strange
- antiquark bottom
- antiquark top